# Заморій Петро Костьович
Заморій Петро Костьович (нар. 12 (25) червня 1906, Висунськ — 26 березня 1975, Київ) — український геолог, геоморфолог, доктор геолого-мінералогічних наук, професор Київського університету.

## Життєпис
Народився 12 (25 червня) 1906 року у містечку Висунськ Херсонського повіту Херсонської губернії. У 1926 році закінчив Херсонський сільськогосподарський інститут. Кандидатська дисертація захищена у 1936 році. Член ВКП(б) з 1943 року. У Київському університеті працює з 1944 року доцентом, у 1949–1967 роках завідувачем кафедри геоморфології. За працю «Четвертинні відклади УРСР» присвоєно вчений ступінь доктора геолого-мінералогічних наук у 1950 році.

Могила Петра Заморія

Помер 26 березня 1975 року. Похований на Байковому кладовищі Києва (стара частина).

## Наукова діяльність
Наукові інтереси: четвертинна геологія України, проблеми геоморфології України та Уралу, геотектоніки, корисних копалин. Вніс вагомий внесок у розвиток палеогеографії, застосовуючи палеогеографічний метод, реконструював клімат та ландшафтні умови формування четвертинних відкладів України і, зокрема лесової формації. Значну увагу приділяв створенню четвертинних, геоморфологічних, ґрунтознавчих, неотектонічних карт та легенд до них. Президент Українського географічного товариства у 1957–1964 роках.

## Нагороди і відзнаки
Заслужений діяч науки і техніки УРСР (1959). Нагороджений Грамотою Президії Верховної Ради УРСР у 1944 році, орденом Трудового Червоного Прапора, медаллю «За доблесну працю у Великій Вітчизняній війні 1941–1945 рр.» в 1945 році.

## Наукові праці
Автор понад 200 наукових праць. Основні праці:
1. (рос.) Четвертичные отложения Украинской ССР. — К., 1954.
2. Четвертинні відклади Української РСР. — К., 1961.
3. Корисні копалини Української РСР. — К., 1961. Том 2. (у співавторстві).